# Ролюк Юрій Сергійович
Ю́рій Сергі́йович Ролю́к — старший лейтенант Збройних сил України, учасник російсько-української війни, що загинув у ході російського вторгнення в Україну в 2022 році.

## Життєпис
Народився 4 травня 1997 року в селі Острівок (нині — Зимнівська сільська громада) Володимир-Волинського району Волинської області. 
Навчався у Володимир-Волинській загальноосвітній школі № 2 та закінчив ліцей імені Героїв Крут у м. Львові. Згодом продовжив здобувати військову освіту в Національній академії сухопутних військ імені Гетьмана Петра Сагайдачного. У званні лейтенанта, 2 червня 2019 року, розпочав військову службу в 14-й окремій механізованій бригаді імені князя Романа Великого та майже одразу вирушив на фронт на сході України. 
У 2021 році був переведений для подальшого проходження служби до 28-ї окремої механізованої бригади «Лицарі Зимового походу».
У ході військового вторгнення РФ в Україну перебував у «гарячих точках». 
Загинув 23 квітня 2022 року, напередодні Великодня, під час виконання бойового завдання на Херсонщині. Із загиблим прощалися у м. Володимирі. До храму Віри, Надії, Любові та матері їх Софії ПЦУ попрощатись із полеглим захисником прийшли сотні містян — рідні, близькі, друзі, однокласники та небайдужі жителі. Поховали полеглого з усіма військовими почестями на кладовищі у селі Поничів Зимнівської сільської громади Володимир-Волинського району Волинської області.

## Родина
Був неодружений. Залишилися батьки та брат з сестрою.

## Нагороди
- орден Богдана Хмельницького III ступеня (2022, посмертно) — за особисту мужність і самовіддані дії, виявлені у захисті державного суверенітету та територіальної цілісності України, вірність військовій присязі[6].